# Red Light (album)
Pour les articles homonymes, voir Red Lights.
Albums de f(x)
Pink Tape
(2013) SUMMER SPECIAL Pinocchio / Hot Summer
(2015)
Singles
1. Red Light
Sortie : 3 juillet 2014

Red Light est le troisième album studio du girl group sud-coréen f(x). Il est sorti le 7 juillet 2014 sous SM Entertainment. Il se positionne à la 1re place du Gaon weekly album chart et dispose d'un titre promotionnel, "Red Light".

## Réception
Le groupe tient la première performance du titre principal, "Red Light", le 3 juillet 2014 au M! Countdown de Mnet. L'album Red Light se classe à la 2e position du weekly Gaon albums chart, tandis que le single promotionnel est arrivé à la 1re place du Gaon weekly digital chart et du Billboard K-pop Hot 100. D'autres pistes non promotionnelles de l'album ont aussi était classés dans le top de Gaon et du K-pop Hot 100 charts.
Red Light débute à la première place du Gaon Album Chart pour la semaine se finissant le 14 juillet 2014. Le record de vente de l'année 2014 en Corée du Sud est de 86 143 exemplaires, devenant le dix-neuvième album ayant eu les meilleures ventes de l'année.

### Départ de Sulli
Le 17 juillet 2014, le groupe f(x) était présent au M! Countdown de Mnet sans Sulli. SM Entertainment a donc expliqué que Sulli était malade et était donc incapable d'être sur scène. Toutefois, lorsque Sulli n'est pas réaparue lors des autres programmes musicaux, les promotions du groupe ont été interrompues pour le reste du mois. Il y eut des spéculations sur le fait que Sulli ait quitté le groupe (ou que le groupe lui-même serait séparé).  
Le 24 juillet, SM Entertainment a publié une déclaration officielle sur la page officiel du groupe, indiquant que Sulli était devenue “Physiquement mais également mentalement mal en point, par les commentaires malveillants en continu ainsi que les fausses rumeurs” qui avaient été réparties à son sujet, et qu'elle prendra une pause temporaire de l'industrie du divertissement, tout en restant membre de f(x). Les autres membres ont modifié leurs activités pour se concentrer sur leurs activités individuelles et poursuivre des activités à l'étranger sans Sulli pour le moment.
Sulli finira par quitter le groupe le 7 août 2015, faisant de Red Light sa dernière participation avec le groupe,.

## Liste des titres
| No  | Titre                                  | Auteur                                          | Producteur(s) | Durée |
| --- | -------------------------------------- | ----------------------------------------------- | --- | ----- |
| 1.  | Red Light                              | Kenzie                                          | Bryan Jarett, Daniel Ullmann, Maegan Cottone, Allison Kaplan, Sherry St. Germain, / Produced by Casper & B.                     | 3:32  |
| 2.  | MILK                                   | Kenzie                                          | Lee Hyun Seung, Kenzie, Teddy Riley, DOM, Engelina Larsen                                                                       | 3:36  |
| 3.  | Butterfly (나비; Nabi)                 | Shin Jin Hye (Jam Factory)                      | Thomas Troelsen, Engelina Larsen, Shin Eun Seung (Hitchhiker)                                                                   | 2:57  |
| 4.  | Rainbow (무지개; Mujigae)              | Misfit                                          | Will Simms / Ylva Dimberg | 2:47  |
| 5.  | All Night                              | Jinbo, Kim Lee Young (Jam Factory), Lee Eun-jin | Lee Hyun Seung, Teddy Riley, DOM, Jinbo, Ylva Dimberg                                                                           | 3:30  |
| 6.  | Vacance (바캉스; Bakangseu)            | Kenzie                                          | Kenzie | 3:15  |
| 7.  | Spit It Out (뱉어내; Baeteonae)        | Misfit                                          | Caesar & Loui, Olof Lindskog, Jasmine Anderson                                                                                  | 3:02  |
| 8.  | Boom Bang Boom                         | Seo Ji Eum (Jam Factory)                        | Eirik Johansen, Jan Hallvard Larsen, Carl Johan Isac Gustafsson, Fredrik Haggstam, Sebastian Per Emil Lundberg, Melanie Fontana | 2:54  |
| 9.  | Dracula                                | Jo Yun Gyeong                                   | Joachim Vermeulen Windsant, Willem Laseroms, Maarten ten Hove                                                                   | 3:14  |
| 10. | Summer Lover                           | Young-hu Kim                                    | Amber J. Liu, Sean Alexander | 2:54  |
| 11. | Paper Heart (종이 심장; Jongi Simjang) | Seo Ji Eum (Jam Factory)                        | Chris Wahle, Didrik Thott, Dianna Corcoran                                                                                      | 3:25  |

## Classement

### Premier classement
| Classement                            | Meilleure position |
| ------------------------------------- | ------------------ |
| Korean Albums                         | 1                  |
| US Top Heatseekers Albums (Billboard) | 13                 |
| US World Albums (Billboard)           | 2                  |

### Dernier classement
| Classement           | Meilleure position |
| -------------------- | ------------------ |
| Korean Albums (Gaon) | 19                 |